# Sequeros
Sequeros est une commune de la province de Salamanque dans la communauté autonome de Castille-et-León en Espagne.

## Géographie

### Communes limitrophes
|                                              | San Miguel del Robledo |                      |
| San Martín del Castañar, Las Casas del Conde | Sequeros               | Villanueva del Conde |
| Mogarraz                                     |                        |                      |

## Démographie
Évolution démographique depuis 1900
| 1900 | 1910 | 1920 | 1930 | 1940 | 1950 | 1960 | 1970 | 1981 | 1991 | 2000 | 2014 | 2017 | 2019 |
| ---- | ---- | ---- | ---- | ---- | ---- | ---- | ---- | ---- | ---- | ---- | ---- | ---- | ---- |
| 875  | 847  | 710  | 790  | 806  | 664  | 632  | 481  | 326  | 252  | 267  | 229  | 234  | 237  |